# إسايل دا سيلفا باربوزا
إسايل دا سيلفا باربوزا(مواليد 13 مايو 1988 في البرازيل) هو لاعب كرة قدم برازيلي محترف
يلعب في نادي هجر السعودي.

## روابط خارجية
- إسايل دا سيلفا باربوزا على موقع اتحاد تركيا (لاعب) (الإنجليزية)
- إسايل دا سيلفا باربوزا على موقع قاعدة بيانات كرة القدم.إي يو (الإنجليزية)
- إسايل دا سيلفا باربوزا على موقع Soccerway.com (الإنجليزية)
- إسايل دا سيلفا باربوزا على موقع عالم كرة القدم.نت (الإنجليزية)
- إسايل دا سيلفا باربوزا على موقع AS.com (الإسبانية)